# بوریس تیشین
بوریس تیشین (روسی: Бори́с Ива́нович Ти́шин؛ ۲ ژانویهٔ ۱۹۲۹ – ۲۸ اوت ۱۹۸۰) بوکسور اهل اتحاد جماهیر شوروی سوسیالیستی بود.